# Organizational Behavior Management
Organizational Behavior Management (OBM) är ett arbetspsykologiskt begrepp och en tillämpning av inlärningspsykologins beteendeanalys på system och organisationer. Syftet är bland annat att förbättra prestationer, effektivisera ledarskap eller att skapa säkra och trygga arbetsplatser.
Det finns en intressegrupp för alla som är intresserade av Organizational Behavior Management, SWOBM. Den är knuten till föreningen SWABA, Swedish Association for Behavior Analysis som i sin tur är ett ”affiliated chapter” inom Association for Behavior Analysis International.

## Namnet
Benämningen Organizational Behavior Management kommer från den vetenskapliga tidskrift som startades 1977, Journal of Organizational Behavior Management. Principerna  hade dock använts systematiskt redan tidigare.
Det började på 1950-talet när forskningen kring beteendeanalys spred sig till områden som skola, militär och näringsliv.
En annan benämning är Performance Management som används av forskare från andra områden än beteendeanalysen och kan således betraktas som ett vidare begrepp.   Aubrey Daniels, en amerikansk psykolog verksam inom Organizational Behavior Management, kallas ofta för “Performance Managements fader” och var en pionjär att använda beteendeanalytiska principer i organisationer. Han har skrivit många inflytelserika böcker inom Performance Management som Bringing out the best of people, Performance Management, Measure of a leader och Oops! 13 Management pracises that waste time and money (and what to do instead). Aubrey Daniels var även den första redaktören för Journal of Organizational Behavior Management (JOBM) som startades 1977.
Den första boken på svenska kom 2009, OBM Ledarskapets psykologi, året efter kom Beteendeanalys i organisationer : handbok i OBM och Beteende : länken till strategiska resultat. Fler böcker på svenska är OBM i praktiken : förändra beteenden och nå resultat i organisationer, Från ord till handling : framgångsrikt förändringsarbete med OBM, OBM-boken Psykologi för ledare. Det finns även bok med fokus på BBS, Behavior Based Security, en gren av OBM som fokuserar på säkerhetsbetenden, Beteendebaserad säkerhet : handbok för byggbranschen.

## Arbetssätt
Organizational Behavior Management fokuserar på beteenden, observation, mätning av beteenden samt förstärkning av de beteenden som har påverkan på ett önskat resultat. 
Med beteendeanalysen som det primära verktyget söker man identifiera faktorer som påverkar de beteenden som styr verksamheten. Fokus ligger mer på att öka de beteenden som är bra för verksamheten än minska de som inte är bra. Ökat fokus på önskade beteenden leder ofta till färre oönskade beteenden. 
Mätning innebär att man har ett vetenskapligt förhållningssätt till alla insatser. Genom att mäta före, under och efter insatsen samt använda någon form av kontrollgrupp försöker man säkerställa att den insats man gör verkligen påverkar verksamhetens mål. 
Det vetenskapliga förhållningssättet används både för att kontrollera att de beteendepåverkande insatserna verkligen påverkar beteendet, samt för att säkerställa att de beteenden man förändrar påverkar verksamhetens mål.